# 81. Golden Globe-gála

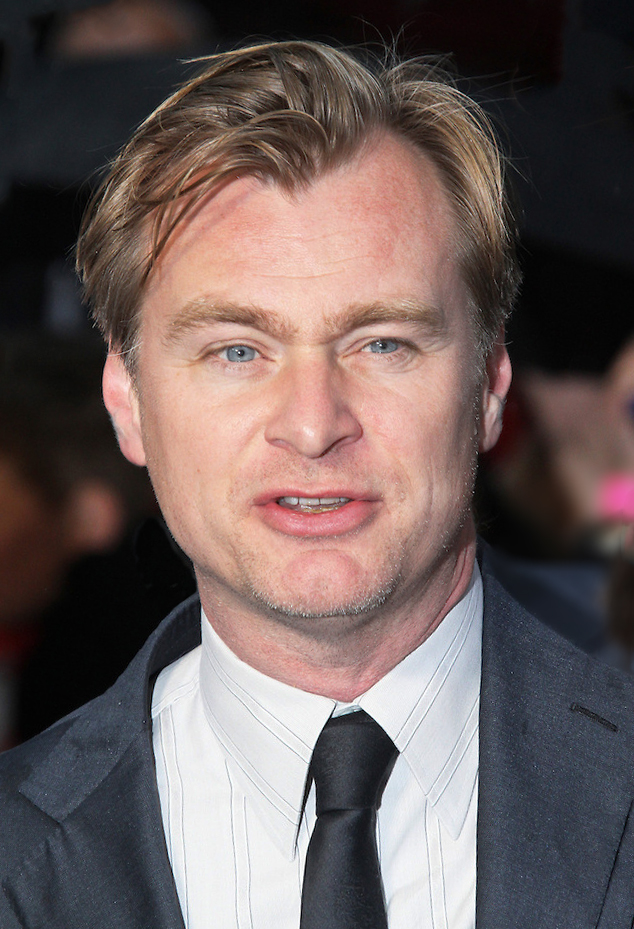
Christopher Nolan, a legjobb rendező

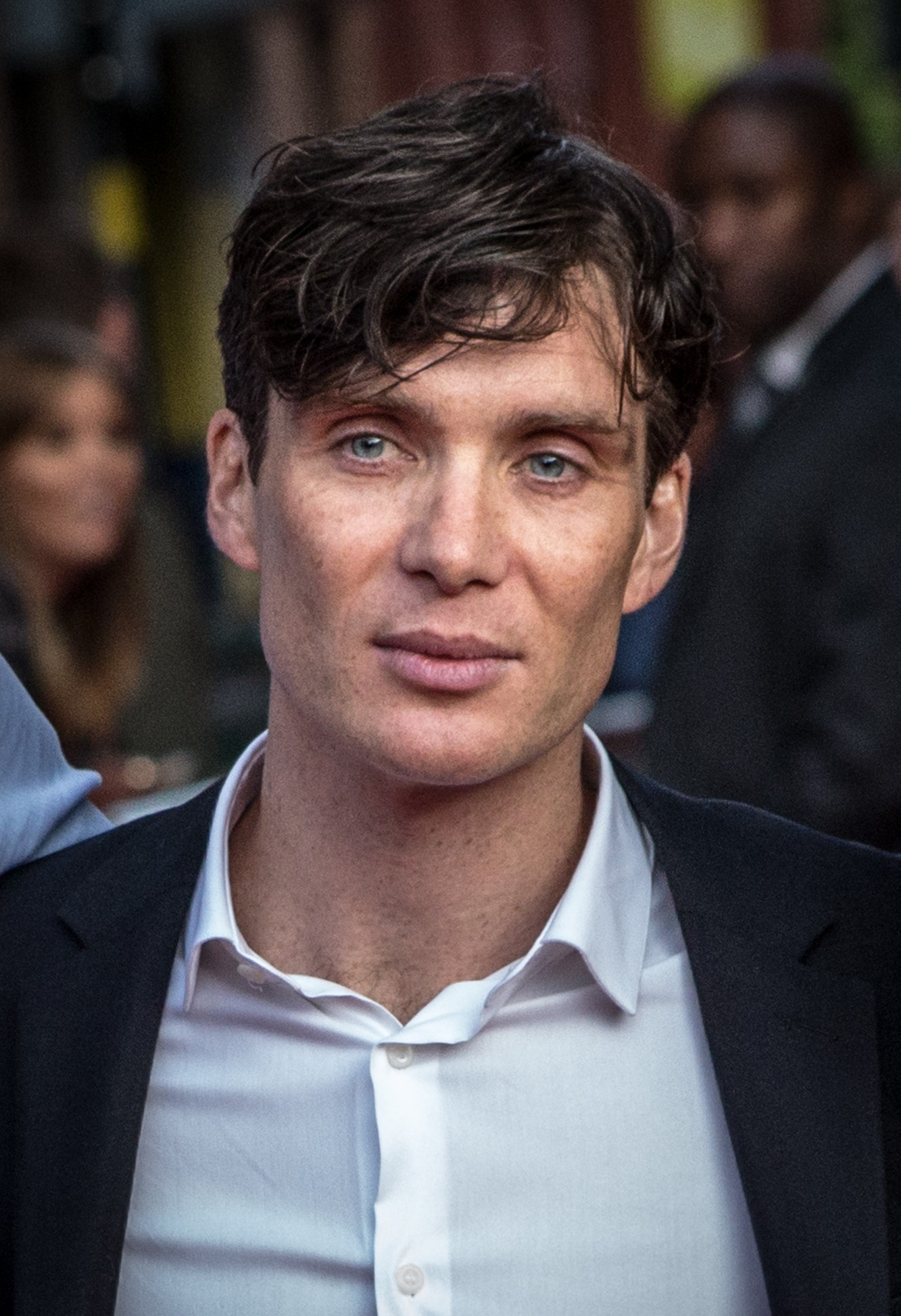
Cillian Murphy, a legjobb férfi főszereplő (dráma)

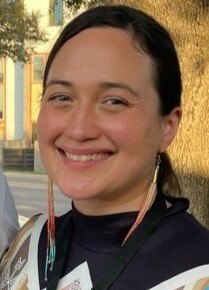
Lily Gladstone, a legjobb női főszereplő (dráma)

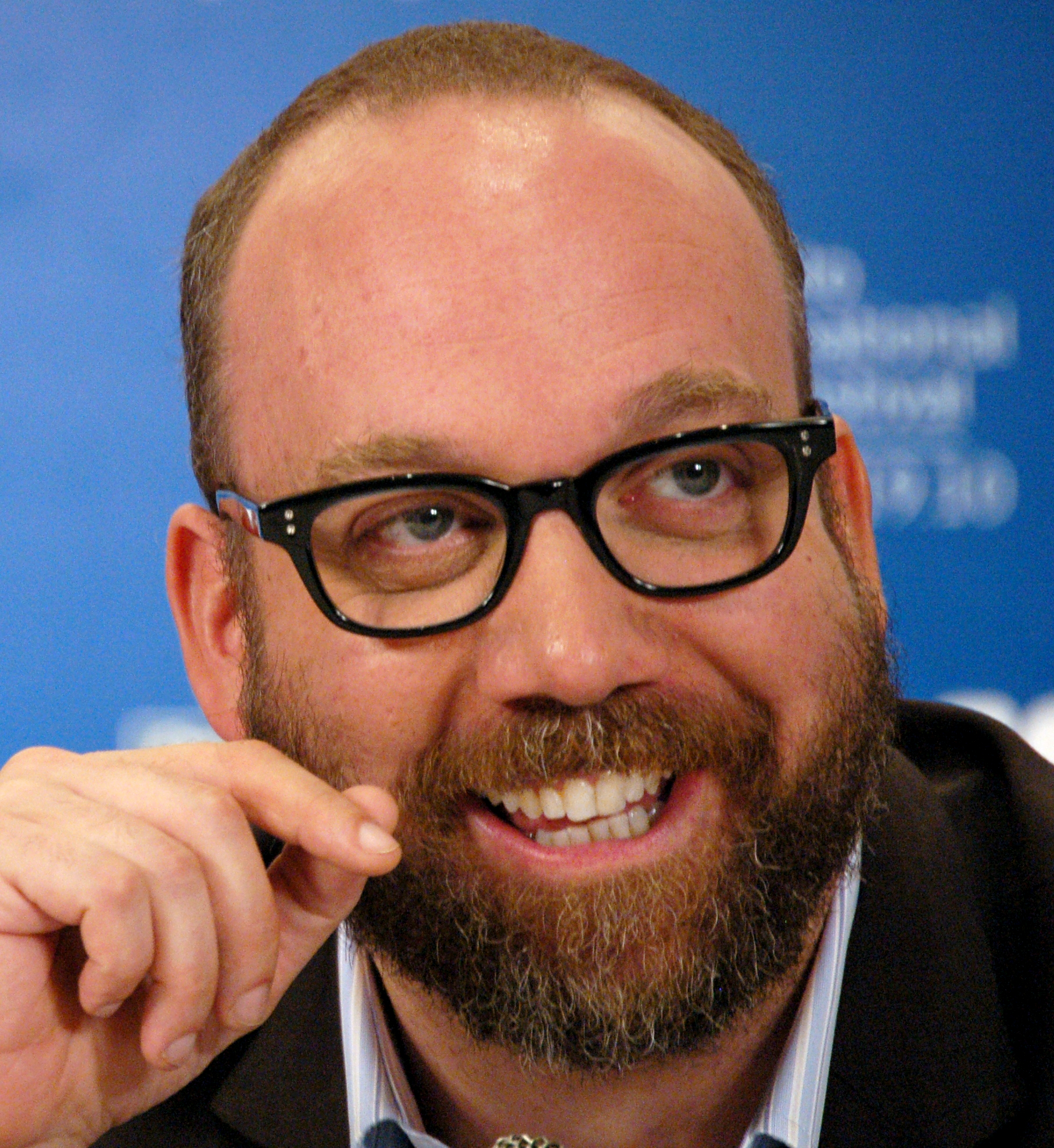
Paul Giamatti, a legjobb férfi főszereplő (filmmusical vagy vígjáték)

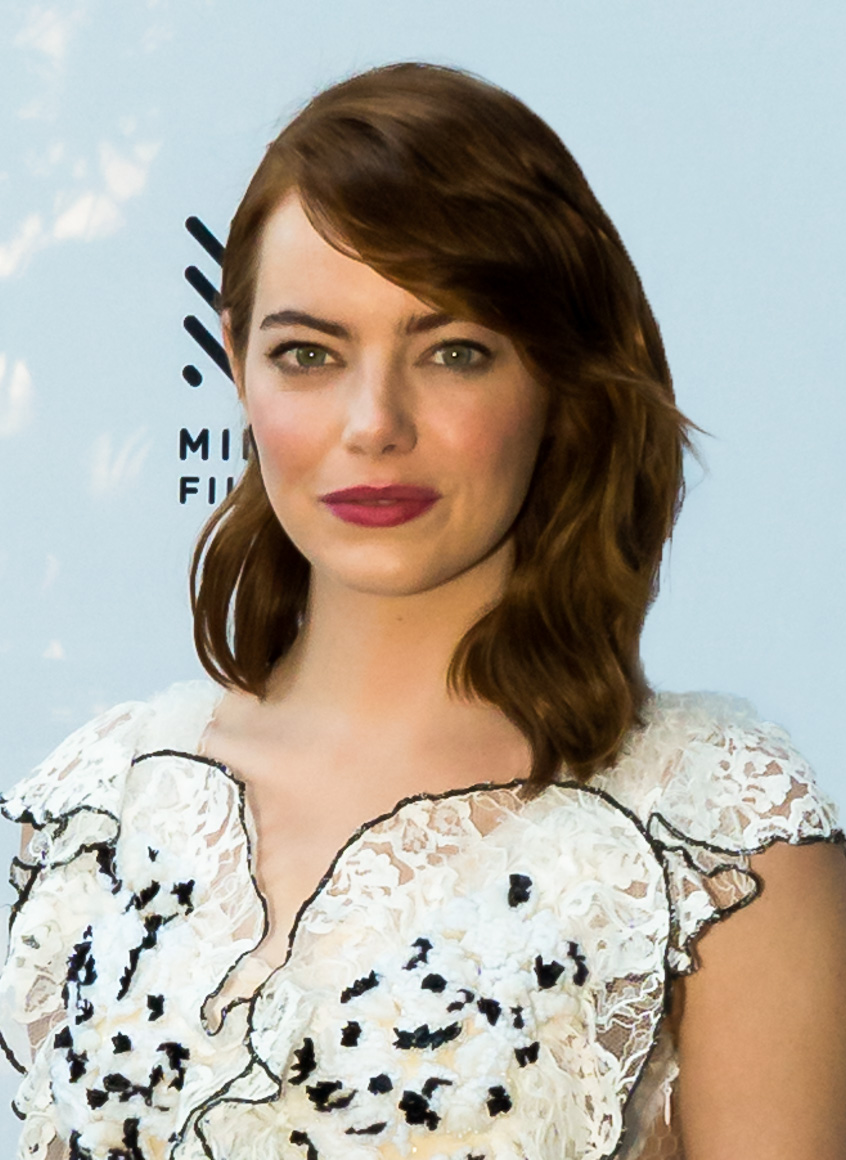
Emma Stone, a legjobb női főszereplő (filmmusical vagy vígjáték)

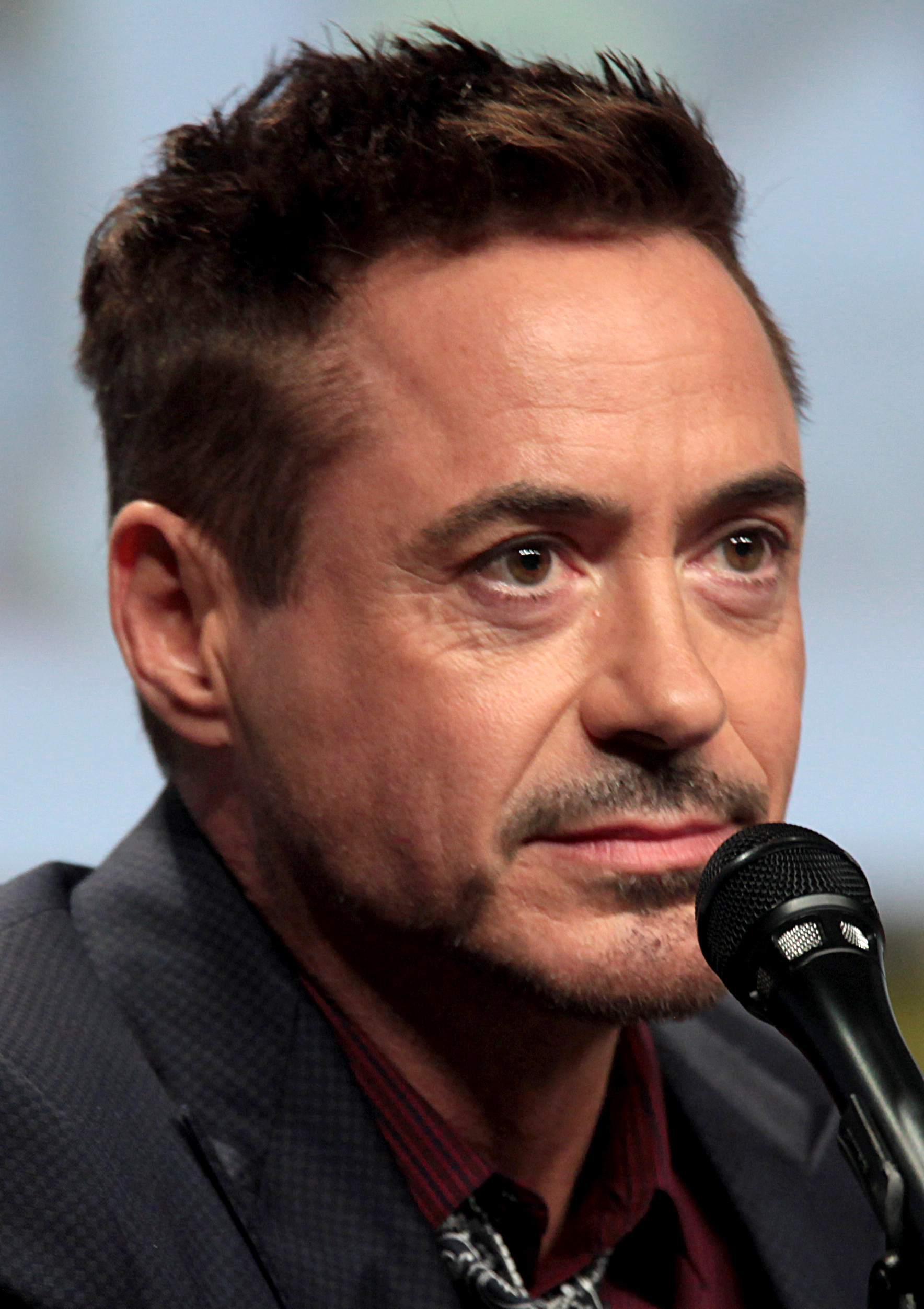
Robert Downey Jr., a legjobb férfi mellékszereplő

A 81. Golden Globe díjátadóra 2024. január 7-én, vasárnap került sor. A 2023-ban filmszínházakba, vagy képernyőkre került amerikai filmeket, illetve televíziós sorozatokat díjazó rendezvényt a kaliforniai Beverly Hillsben tartották meg. Ez volt az első olyan ceremónia, amelyet a milliárdos üzletember-befektető Todd Boehly érdekeltségébe tartozó Dick Clark Productions és az Eldridge Industries rendezett meg, miután megszerezte a 2023-ban tevékenységét beszüntető Hollywoodi Külföldi Tudósítók Szövetsége (HFPA) teljes vagyonát, valamint a díjátadóval kapcsolatos összes jogot. A jelölt alkotások kiválasztását és a díjazottakról való szavazást egy, az Egyesült Államokon kívüli újságírókból alkotott 310 fős testület végezte, közöttük a HFPA korábbi 95 tagjával. A kedd estéről vasárnapi főműsoridőre visszahelyezett ceremóniát – 1982 óta első alkalommal – élőben közvetítette a CBS az Amerikai Egyesült Államokban.
A rendezvény házigazdája Jo Koy humorista és színész lett, miután – mint kitudódott – korábban már öt vezető komikus színész, köztük Chris Rock, elutasította a műsorvezetői felkérést. Producerei a Dick Clark Productions, Ricky Kirshner, valamint Glenn Weiss voltak; ez utóbbi egyben a műsor rendezője is.
A jelöltek listáját Cedric the Entertainer és Wilmer Valderrama jelentették be 2023. december 11-én egy kisebb rendezvény keretében. A mozifilmek között a legtöbb jelölést a Barbie (9 jelölés), és az Oppenheimer (8 jelölés) kapta, melyeket a Megfojtott virágok, valamint a Szegény párák követett. A legtöbb díjat (ötöt) az Oppenheimer seperte be, fontos kategóriákban (legjobb film, legjobb rendező, valamint a legjobb színész, mellékszereplő színész és legjobb filmzene). A Barbie csupán két díjat nyert „box office-teljesítményének” és egyik betétdalának köszönhetően. A legnagyobb csalódást Martin Scorsese nagyívű történelmi drámája, a Megfojtott virágok okozta: a nagy számú jelölés ellenére mindössze a legjobb színésznő kategóriában vihette haza a díjat Lily Gladstone, aki ezzel az első indián származású Golden Globe-díjas színész lett.
2023. szeptember 26-án bejelentették, hogy 2024-ben két új kategóriában osztanak díjat: a „Legnagyobb mozi- és kasszasiker” (Cinematic and Box Office Achievement) kategóriában azon filmek részére, amelyek fő feltételként legalább 150 millió dollárt termelnek világszerte, aminek kétharmada az Amerikai Egyesült Államokban kell, hogy realizálódjon, valamint a „legjobb televíziós stand-up komikus” (Best Performance in Stand-Up Comedy on Television) kategóriában.
Ugyanakkor 2023. december 19-én a Golden Globe ügyvezető alelnöke, Tim Gray bejelentette, hogy nem adják át a két életműdíjat (Cecil B. DeMille- és Carol Burnett-életműdíjak). A döntés egyelőre csak a 2024. évi átadót érinti, mivel a jövőben tervezik a díjazás folytatását.
Változott a jelöltek száma is: a korábbi öt-öt jelölt helyett 2024-ben 6-6 jelöltet neveztek meg 25 kategóriában.

## Jelölések és díjak

### Mozifilmek
A nyertesek a táblázat első sorában, félkövérrel vannak jelölve.
| Legjobb filmes díjak | Legjobb filmes díjak |
| Legjobb filmdráma | Legjobb vígjáték vagy zenés film |
| --- | --- |
| - Oppenheimer - Egy zuhanás anatómiája - Előző életek - Érdekvédelmi terület - Maestro - Megfojtott virágok | - Szegény párák - Air – Harc a legendáért - Amerikai irodalom - Barbie - Egy botrány részletei - Téli szünet |
| Legjobb animációs film | Legjobb idegen nyelvű film |
| - A fiú és a szürke gém - Elemi - Pókember: A pókverzumon át - Super Mario Bros.: A film - Suzume - Kívánság | - Egy zuhanás anatómiája (Franciaország) - A hó társadalma (Spanyolország) - Előző életek (Amerikai Egyesült Államok) - Én vagyok a kapitány (Olaszország) - Érdekvédelmi terület (Egyesült Királyság / Lengyelország / Amerikai Egyesült Államok) - Hulló levelek (Finnország) |
| Legnagyobb mozi- és kasszasiker | |
| - Barbie - A galaxis őrzői: 3. rész - John Wick: 4. felvonás - Mission: Impossible – Leszámolás - Oppenheimer - Pókember: A pókverzumon át - Super Mario Bros.: A film - Taylor Swift: The Eras Tour | |
| Legjobb filmes alakítások (filmdráma) | |
| Színész | Színésznő |
| - Cillian Murphy – Oppenheimer, mint Robert Oppenheimer - Bradley Cooper – Maestro, mint Leonard Bernstein - Leonardo DiCaprio – Megfojtott virágok, mint Ernest Burkhart - Colman Domingo – Rustin, mint Bayard Rustin - Barry Keoghan – Saltburn, mint Oliver Quick - Andrew Scott – Mind idegenek vagyunk, mint Adam                 | - Lily Gladstone – Megfojtott virágok, mint Mollie Burkhart - Annette Bening – Nyad, mint Diana Nyad - Sandra Hüller – Egy zuhanás anatómiája, mint Sandra Voyter - Greta Lee – Előző életek, mint Nora Moon - Carey Mulligan – Maestro, mint Felicia Montealegre Bernstein - Cailee Spaeny – Priscilla, mint Priscilla Presley |
| Legjobb filmes alakítások (vígjáték vagy zenés film) | |
| Színész | Színésznő |
| - Paul Giamatti – Téli szünet, mint Paul Hunham - Nicolas Cage – Álmaid hőse, mint Dr. Paul Matthews - Timothée Chalamet – Wonka, mint Willy Wonka - Matt Damon – Air – Harc a legendáért, mint Sonny Vaccaro - Joaquin Phoenix – Amitől félünk, mint Beau Wassermann - Jeffrey Wright – Amerikai irodalom, mint Thelonius "Monk" Ellis | - Emma Stone – Szegény párák, mint Bella Baxter - Fantasia Barrino – Bíborszín, mint Celie Harris-Johnson - Jennifer Lawrence – Barátnőt felveszünk, mint Maddie Barker - Natalie Portman – Egy botrány részletei, mint Elizabeth Berry - Alma Pöysti – Hulló levelek, mint Ansa - Margot Robbie – Barbie, mint Barbie |
| Legjobb mellékszereplők (filmdráma, vígjáték vagy zenés film) | |
| Színész | Színésznő |
| - Robert Downey Jr. – Oppenheimer, mint Lewis Strauss - Willem Dafoe – Szegény párák, mint Dr. Godwin Baxter - Robert De Niro – Megfojtott virágok, mint William King Hale - Ryan Gosling – Barbie, mint Ken - Charles Melton – Egy botrány részletei, mint Joe Yoo - Mark Ruffalo – Szegény párák, mint Duncan Wedderburn              | - Da’Vine Joy Randolph – Téli szünet, mint Mary Lamb - Emily Blunt – Oppenheimer, mint Katherine Oppenheimer - Danielle Brooks – Bíborszín, mint Sofia - Jodie Foster – Nyad, mint Bonnie Stoll - Julianne Moore – Egy botrány részletei, mint Gracie Atherton-Yoo - Rosamund Pike – Saltburn, mint Lady Elspeth Catton |
| Egyéb | |
| Legjobb rendező | Legjobb forgatókönyv |
| - Christopher Nolan – Oppenheimer - Bradley Cooper – Maestro - Greta Gerwig – Barbie - Jórgosz Lánthimosz – Szegény párák - Martin Scorsese – Megfojtott virágok - Celine Song – Előző életek | - Justine Triet és Arthur Harari – Egy zuhanás anatómiája - Greta Gerwig és Noah Baumbach – Barbie - Tony McNamara – Szegény párák - Christopher Nolan – Oppenheimer - Eric Roth és Martin Scorsese – Megfojtott virágok - Celine Song – Előző életek |
| Legjobb eredeti filmzene | Legjobb eredeti filmbetétdal |
| - Ludwig Göransson – Oppenheimer - Jerskin Fendrix – Szegény párák - Hiszaisi Dzsó – A fiú és a szürke gém - Mica Levi – Érdekvédelmi terület - Daniel Pemberton – Pókember: A pókverzumon át - Robbie Robertson – Megfojtott virágok (posztumusz)                                                                                      | - "What Was I Made For?" (Billie Eilish és Finneas O’Connell) – Barbie - "Addicted to Romance" (Bruce Springsteen) – Eljött hozzám - "Dance the Night" (Mark Ronson, Andrew Wyatt, Dua Lipa és Caroline Ailin) – Barbie - "I'm Just Ken" (Mark Ronson és Andrew Wyatt) – Barbie - "Peaches" (Jack Black, Aaron Horvath, Michael Jelenic, Eric Osmond és John Spiker) – Super Mario Bros.: A film - "Road to Freedom" (Lenny Kravitz) – Rustin |

### Televízió
A nyertesek a táblázat első sorában, félkövérrel vannak jelölve.
| Legjobb televíziós sorozat | Legjobb televíziós sorozat | Legjobb televíziós sorozat | Legjobb televíziós sorozat |
| Drámasorozat | Drámasorozat | Musical- vagy vígjátéksorozat | Musical- vagy vígjátéksorozat |
| --- | --- | --- | --- |
| Utódlás (HBO) - 1923 (Paramount+) - A diplomata (Netflix) - A Korona (Netflix) - The Last of Us (HBO) - The Morning Show (Apple TV+)                | Utódlás (HBO) - 1923 (Paramount+) - A diplomata (Netflix) - A Korona (Netflix) - The Last of Us (HBO) - The Morning Show (Apple TV+) | A mackó (FX / Hulu) - Abbott Általános Iskola (ABC) - Barry (HBO) - Az esküdtszék (Amazon Freevee) - Gyilkos a házban (Hulu) - Ted Lasso (Apple TV+) | A mackó (FX / Hulu) - Abbott Általános Iskola (ABC) - Barry (HBO) - Az esküdtszék (Amazon Freevee) - Gyilkos a házban (Hulu) - Ted Lasso (Apple TV+) |
| Minisorozat, antológiasorozat vagy tévéfilm | | | |
| Balhé (Netflix) - Daisy Jones & the Six (Prime Video) - Fargo (FX) - A láthatatlan fény (Netflix) - Minden kémia (Apple TV+) - Útitársak (Showtime) | | | |
| Legjobb főszereplő (drámasorozat) | | | |
| Színész | Színész | Színésznő | Színésznő |
| | Kieran Culkin: Utódlás (televíziós sorozat) (HBO) – Roman Roy - Brian Cox: Utódlás (HBO) – Logan Roy - Gary Oldman: Utolsó befutók (Apple TV+) – Jackson Lamb - Pedro Pascal: The Last of Us (HBO) – Joel Miller - Jeremy Strong: Utódlás (HBO) – Kendall Roy - Dominic West: A Korona (Netflix) – Károly walesi herceg                                           | | Sarah Snook: Utódlás (televíziós sorozat) (HBO) – Siobhan "Shiv" Roy - Helen Mirren: 1923 (Paramount+) – Cara Dutton - Bella Ramsey: The Last of Us (HBO) – Ellie Williams - Keri Russell: A diplomata (Netflix) – Katherine "Kate" Wyler - Imelda Staunton: A Korona (Netflix) – II. Erzsébet - Emma Stone: The Curse (Showtime) – Whitney Siegel                            |
| Legjobb főszereplő (musical- vagy vígjátéksorozat)                                                                                                  | | | |
| Férfi főszereplő | Férfi főszereplő | Női főszereplő | Női főszereplő |
| | Jeremy Allen White: A mackó (FX / Hulu) – Carmen "Carmy" Berzatto - Bill Hader: Barry (HBO) – Barry Berkman - Steve Martin: Gyilkos a házban (Hulu) – Charles-Haden Savage - Jason Segel: Direkt terápia (Apple TV+) – Jimmy Laird - Martin Short: Gyilkos a házban (Hulu) – Oliver Putnam - Jason Sudeikis: Ted Lasso (Apple TV+) – Ted Lasso                    | | Ayo Edebiri: A mackó (FX / Hulu) – Sydney Adamu - Rachel Brosnahan: A káprázatos Mrs. Maisel (Prime Video) – Miriam "Midge" Maisel - Quinta Brunson: Abbott Általános Iskola (ABC) – Janine Teagues - Elle Fanning: Nagy Katalin – A kezdetek (Hulu) – II. Katalin - Selena Gomez: Gyilkos a házban (Hulu) – Mabel Mora - Natasha Lyonne: Poker Face (Peacock) – Charlie Cale |
| Legjobb főszereplő (minisorozat vagy tévéfilm) | | | |
| Férfi főszereplő | Férfi főszereplő | Női főszereplő | Női főszereplő |
| | Steven Yeun: Balhé (Netflix) – Danny Cho - Matthew Bomer: Útitársak (Showtime) – Hawkins "Hawk" Fuller - Sam Claflin: Daisy Jones & the Six (Prime Video) – Billy Dunne - Jon Hamm: Fargo (FX) – Roy Tillman seriff - Woody Harrelson: A Fehér Ház vízszerelői (HBO) – E. Howard Hunt - David Oyelowo: Az igazság emberei: Bass Reeves (Paramount+) – Bass Reeves | | Ali Wong: Balhé (Netflix) – Amy Lau - Riley Keough: Daisy Jones & the Six (Prime Video) – Daisy Jones - Brie Larson: Minden kémia (Apple TV+) – Elizabeth Zott - Elizabeth Olsen: Szerelem és halál (HBO Max) – Candy Montgomery - Juno Temple: Fargo (FX) – Dorothy "Dot" Lyon - Rachel Weisz: Két test egy lélek (Prime Video) – Beverly Mantle / Elliot Mantle             |
| Legjobb mellékszereplő (minisorozat vagy tévéfilm)                                                                                                  | | | |
| Férfi mellékszereplő | Férfi mellékszereplő | Női mellékszereplő | Női mellékszereplő |
| | Matthew Macfadyen: Utódlás (HBO) – Tom Wambsgans - Billy Crudup: The Morning Show (Apple TV+) – Cory Ellison - James Marsden: Az esküdtszék (Amazon Freevee) – önmaga - Ebon Moss-Bachrach: A mackó (FX / Hulu) – Richard "Richie" Jerimovich - Alan Ruck: Utódlás (HBO) – Connor Roy - Alexander Skarsgård: Utódlás (HBO) – Lukas Matsson                        | | Elizabeth Debicki: A Korona (Netflix) – Diána walesi hercegné - Abby Elliott: A mackó (FX / Hulu) – Natalie "Sugar" Berzatto - Christina Ricci: Túlélőjátszma (Showtime) – Misty Quigley - J. Smith-Cameron: Utódlás (HBO) – Gerri Kellman - Meryl Streep: Gyilkos a házban (Hulu) – Loretta Durkin - Hannah Waddingham: Ted Lasso (Apple TV+) – Rebecca Welton               |
| Legjobb televíziós stand-up komikus | | | |
| | Ricky Gervais: Ricky Gervais: Armageddon (Netflix) - Trevor Noah: Trevor Noah: Where Was I (Netflix) - Chris Rock: Chris Rock: Selective Outrage (Netflix) - Amy Schumer: Amy Schumer: Emergency Contact (Netflix) - Sarah Silverman: Sarah Silverman: Someone You Love (HBO) - Wanda Sykes: Wanda Sykes: I'm an Entertainer (Netflix)                            | | |

## Különdíjak

### Cecil B. DeMille-életműdíj
Nem osztották ki.

### Carol Burnett-életműdíj
Nem osztották ki.

## Többszörös jelölések és elismerések
| Jelölés | Díj | Cím                        |
| ------- | --- | -------------------------- |
| 9       | 2   | Barbie                     |
| 8       | 5   | Oppenheimer                |
| 7       | 2   | Szegény párák              |
| 7       | 1   | Megfojtott virágok         |
| 5       | 0   | Előző életek               |
| 4       | 2   | Egy zuhanás anatómiája     |
| 4       | 0   | Maestro                    |
| 4       | 0   | Egy botrány részletei      |
| 3       | 2   | Téli szünet                |
| 3       | 0   | Érdekvédelmi terület       |
| 3       | 0   | Pókember: A pókverzumon át |
| 3       | 0   | Super Mario Bros.: A film  |
| 2       | 1   | A fiú és a szürke gém      |
| 2       | 0   | Air – Harc a legendáért    |
| 2       | 0   | Amerikai irodalom          |
| 2       | 0   | Bíborszín                  |
| 2       | 0   | Nyad                       |
| 2       | 0   | Rustin                     |
| 2       | 0   | Saltburn                   |

| Jelölés | Díj | Cím                     |
| ------- | --- | ----------------------- |
| 9       | 4   | Utódlás                 |
| 5       | 3   | A mackó                 |
| 5       | 0   | Gyilkos a házban        |
| 4       | 1   | A Korona                |
| 3       | 3   | Balhé                   |
| 3       | 0   | Daisy Jones & the Six   |
| 3       | 0   | Fargo                   |
| 3       | 0   | Ted Lasso               |
| 3       | 0   | The Last of Us          |
| 2       | 0   | 1923                    |
| 2       | 0   | A diplomata             |
| 2       | 0   | Abbott Általános Iskola |
| 2       | 0   | Az esküdtszék           |
| 2       | 0   | Barry                   |
| 2       | 0   | Minden kémia            |
| 2       | 0   | The Morning Show        |
| 2       | 0   | Útitársak               |

## Díjátadó személyek
A gálán az alábbi személyek adták át az egyes kategóriák díjait.
| Nevek                                                     | Szerep |
| --------------------------------------------------------- | --- |
| Jared Leto Angela Bassett                                 | A legjobb női mellékszereplő (mozifilm) és a legjobb férfi mellékszereplő (mozifilm) díjak átadói                                   |
| Orlando Bloom Amanda Seyfried                             | A legjobb női főszereplő (minisorozat vagy tévéfilm) díj átadói                                                                     |
| Hunter Schafer Justin Hartley                             | A legjobb férfi főszereplő (minisorozat vagy tévéfilm) díj átadói                                                                   |
| Jonathan Bailey Julia Garner                              | A legjobb női mellékszereplő (sorozat, minisorozat vagy tévéfilm) díj átadói                                                        |
| Keri Russell Ray Romano                                   | A legjobb férfi mellékszereplő (sorozat, minisorozat vagy tévéfilm) díj átadói                                                      |
| Shameik Moore Hailee Steinfeld Daniel Kaluuya             | A legjobb forgatókönyv díj átadói                                                                                                   |
| George Lopez Gabriel Iglesias                             | A legjobb férfi főszereplő (musical- vagy vígjátéksorozat) díj átadói                                                               |
| Jim Gaffigan                                              | A legjobb televíziós stand-up komikus díj átadója                                                                                   |
| Rose McIver Utkarsh Ambudkar                              | A legjobb idegen nyelvű film díj átadói                                                                                             |
| Kevin Costner America Ferrera                             | A legjobb női főszereplő (musical- vagy vígjátéksorozat) és a legjobb férfi főszereplő (musical- vagy vígjátéksorozat) díjak átadói |
| Natalie Portman Florence Pugh                             | A legjobb animációs film díj átadói                                                                                                 |
| Ben Affleck Matt Damon                                    | A legjobb filmrendező díj átadói |
| Michelle Yeoh Naomi Watts                                 | A legjobb női főszereplő – filmmusical vagy vígjáték és a legjobb férfi főszereplő – filmdráma díjak átadói                         |
| Jon Batiste Andra Day                                     | A legjobb eredeti filmzene és a legjobb eredeti filmbetétdal                                                                        |
| Mark Hamill                                               | A legnagyobb mozi- és kasszasiker díj átadója                                                                                       |
| Simu Liu Issa Rae                                         | A legjobb minisorozat, antológiasorozat vagy tévéfilm és a legjobb musical- vagy vígjátéksorozat díjak átadói                       |
| Dua Lipa Elizabeth Banks                                  | A legjobb női főszereplő (drámasorozat) díj átadói                                                                                  |
| Gabriel Macht Patrick J. Adams Sarah Rafferty Gina Torres | A legjobb drámasorozat díj átadói                                                                                                   |
| Will Ferrell Kristen Wiig                                 | A legjobb férfi főszereplő – zenés film vagy vígjáték díj átadói                                                                    |
| Annette Bening Jodie Foster                               | A legjobb filmmusical vagy vígjáték díj átadói                                                                                      |
| Don Cheadle Kate Beckinsale                               | A legjobb női főszereplő – filmdráma díj átadói                                                                                     |
| Oprah Winfrey                                             | A legjobb filmdráma díj átadója |